# Пенраат, Яап
Яап Пенраат  (нидерл. Jaap Penraat; 11 апреля 1918 года, Амстердам, Нидерланды – 25 июня 2006 года, Кэтскилл, Нью-Йорк, США) — член голландского движения Сопротивления во время Второй мировой войны. В годы германской оккупации Нидерландов перевёз в Испанию 406 евреев, за что был удостоен звания «Праведник народов мира».

## Биография
Пенраат родился в Амстердамe, Нидерланды. Ещё до начала войны, после прихода Гитлера к власти, его родители помогали немецким евреям сбежать в Голландию. В детстве он помогал своим еврейским соседям, включая или выключая для них свет во время Шаббата, когда им запрещено это делать. Когда нацисты оккупировали Нидерланды и начались преследования евреев, Пенраат был дизайнером интерьеров и архитектором. Сначала он подделывал удостоверения личности для евреев (его отец был владельцем типографии), но в 1942 году был пойман и заключён в тюрьму на несколько месяцев, где подвергался пыткам. Позже он нелегально, через Францию, перевёз в общей сложности 406 евреев (группами примерно по 20 человек в течение 20 перевозок) из Нидерландов в Испанию, обеспечив им безопасность. Яап использовал свои навыки подделывания документов, чтобы убедить нацистов, что эти евреи были голландскими рабочими, перевозившимися на атлантическое побережье Франции для строительства Атлантического вала. В интервью The Poughkeepsie Journal он так описывал свои воспоминания об ожидании служащего, проверявшего документы:

Ты там, женщина [служащий] уходит, и либо она возвращается с выданными бумагами, либо — с солдатами. А уж они могли застрелить тебя прямо на месте, чтобы показать другим людям, что случается, когда ты действуешь против немецкой армии.
Оригинальный текст (англ.)You're there, a woman [clerk] walks away and either she comes back with papers or she comes back with soldiers. And they would shoot you right then and there, so other people could see what happens when you do anything against the German Army.

В ходе этих перевозок погиб только один человек (его сбил поезд). Позже Пенраат был снова арестован нацистами, но сумел скрыть свою деятельность и был освобожден. После освобождения и вплоть до 1944 года (пока это не стало слишком рискованным) он продолжал свою работу: раздавал скрывающимся евреям продовольственные карточки и подделывал документы. Оставшуюся часть войны провёл, прячась в деревне и питаясь сахарной свеклой.
После войны добился большого успеха как дизайнер. В Амстердаме разработал дизайн трамвайных вагонов, а также трамвайных и автобусных остановок. В 1958 году переехал в Соединённые Штаты.
После переезда Яап долгое время не рассказывал о своей деятельности в военное время, пока его дочери не убедили его сделать это. В последующих интервью он настаивал, что просто «поступал по совести». Яд ва-Шем, официальный израильский мемориал жертвам Холокоста, 8 октября 1997 года наградил его званием «Праведник мира». В последние годы жизни он много выступал перед школьниками.
Давний друг Пенраата, американский автор и карикатурист Хадсон Тэлботт, написал детскую книгу о его деятельности. Тэлботт рассказывал в интервью, что Пенраату «просто нравилась идея дурить нацистов».
Умер от рака пищевода в своём доме в Катскилле, штат Нью-Йорк, в возрасте 88 лет, спустя три года после смерти его жены Джетти. У него осталось три дочери: Марджолин, Мир и Ноэль.